# Jurjevanje
Jurjevanje je folklorni običaj, pri katerem se poje in pleše ob tradicionalnem slovenskem prazniku pomladi jurjevu ter poimenovanje za najstarejši folklorni festival v Sloveniji, ki ga od leta 1964 prirejajo v Črnomlju v Beli krajini.  

## Folklorni običaj
Na jurjevo, ki ga v Beli krajini obhajajo 24. aprila, na Koroškem pa 23. aprila, enega od moških oblečejo v zelene veje in ga poimenujejo zeleni Jurij. Ta hodi od hiše do hiše in na vrata zatika vejice, ki vasem in družinam prinaša srečo in zagotovilo, da bo to leto dobra letina. Če družina vejice ne dobi, je to za njih velika sramota. Oblečen je v brezove veje, po katerih je Bela krajina  dobila tudi svoje ime. 
Ena najstarejših fotografij, na kateri se je ohranil prizor belokranjskih otrok v narodnih nošah, ki obkrožajo zelenega Jurija, je iz leta 1908 in je objavljena v knjigi Ivana Šašlja z naslovom Bisernica. 
Ohranjanje običaja je bilo prvič posneto na film leta 1933: štiriminutni kratki dokumentarni film z naslovom Jurjevanje v Črnomlju je režiral Metod Badjura, v njem pa nastopa enajst domačinov in domačink.

## Folklorni festival v Beli krajini
Festival Jurjevanje v Beli krajini sloni na ljudskem folklornem izročilu in poteka vsako leto junija v Črnomlju. Zgodovina prireditve sega v leto 1939, ko je na črnomaljskem mestnem trgu prvič potekala prireditev z naslovom Festival narodnih pesmi in plesov. Na tej in na kasnejših prireditvah so domači ljubitelji ljudskega izročila predstavljali belokranjske plese, obrede in igre. Prvi festival, kot ga poznamo danes, je bil organiziran leta 1964. Sprva je prikazoval le ljudsko folklorno tradicijo s konca 19. in začetka 20. stoletja. Sčasoma se je prelevil v festival, na katerem so plese in običaje predstavljale tudi folklorne skupine iz drugih krajev Slovenije in Jugoslavije, v zadnjem obdobju pa ima mednarodni značaj. Festival  je član svetovnega združenja folklornih festivalov in tradicijskih skupin - CIOFF.